# Çeliku i Partisë
41°05′0″ пн. ш. 20°01′01.0″ сх. д. / 41.08333° пн. ш. 20.016944° сх. д.

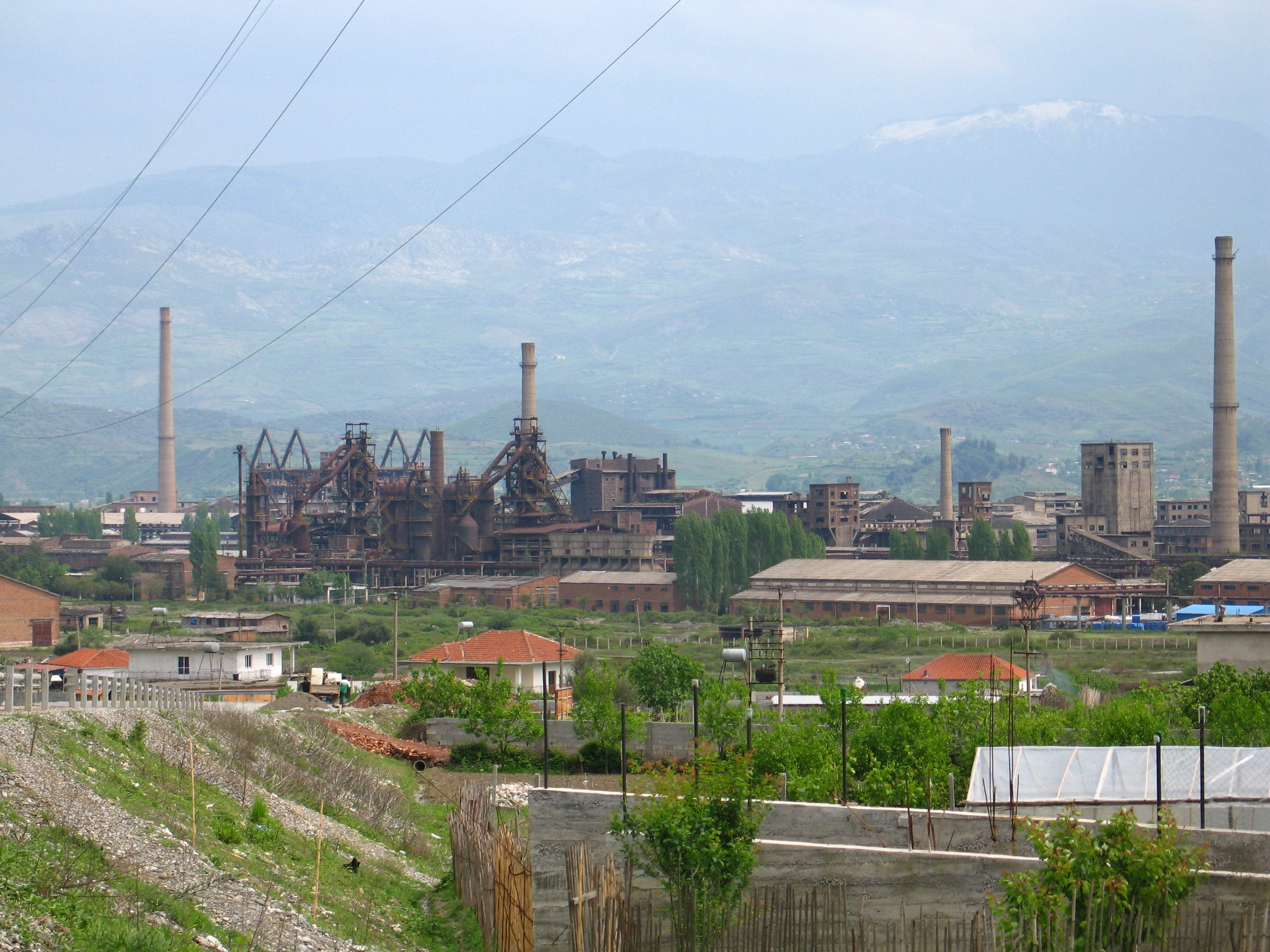
Вид на завод. На передньому плані — доменні печі, що були демонтовані після 2006 року. Фото 2006 року.

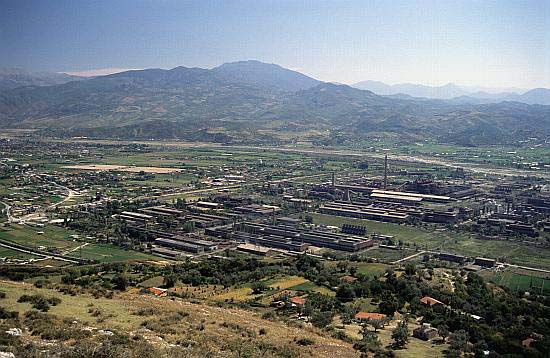
Сучасний вигляд колишнього заводу. Фото 2007 року.

«Çeliku i Partisë» («Сталь партії») — колишній металургійний завод з повним металургійним циклом у Албанії, у місті Ельбасан. Перший завод чорної металургії в країні. Побудований за допомоги Китаю у 1971—1974 роках. Був найбільшим промисловим підприємством країни, виробляючи не тільки сталь, але також і феро-нікель.
Першу сталь на заводі було виплавлено 24 жовтня 1976 року. Кількість працівників на заводі досягала 12000 осіб. Хоча завод розпочав роботу у 1970-х роках, він ніколи не був остоточно добудований і був закритий 1991 року. Закриття заводу спричинило значне безробіття у місті Ельбасан, населення якого зросло у другій половині 20 століття під час будівництва заводу і інших промислових підприємств.
На заводі працювали 2 невеликі доменні печі об'ємом 310 м³. [джерело?]